# Valentine de Saint-Point
Valentine de Saint-Point (Lione, 16 febbraio 1875 – Il Cairo, 28 marzo 1953) è stata una scrittrice, poetessa e danzatrice francese.
Anna Jeanne Valentine Marianne Desglans de Cassiat-Vercell,  nasce da Charles- Joseph Vercell e da Alice Desglans Cessiat il 16 febbraio 1875 a Lione. Lontana parente di Alphone de Lamartine adotterà il nome di Saint-Point dal castello del noto prozio.
Nel 1883 perde il padre a soli otto anni; nel 1893 si sposa con un professore di lettere più vecchio di lei di quattordici anni, ma il marito morirà sei anni più tardi. Si risposa nel 1900 con un ex collega del marito, un professore ordinario di filosofia di Parigi, Charles Dumont, da cui accetterà il divorzio con colpa nel 1904 pur di troncare il rapporto e instaurare una "libera unione" con Ricciotto Canudo, poeta e romanziere, critico d'arte e fondatore di riviste, primo grande teorico del cinema che battezzerà come “la settima arte”, autore del Manifesto dell'arte cerebrista del 1914.
Da questo momento Valentine si dedicherà totalmente all'arte nelle sue molte forme dalla letteratura alla pittura dalla scultura alla danza, abbracciando la visione "cerebrale" di Canudo, cioè un'arte che fa pensare e che coinvolge la mente.

## Il debutto letterario
La sua prima opera poetica uscirà nel 1905 con il titolo di “Poèmes de la Mer e du Soleil” mentre l'anno seguente pubblica il suo primo romanzo, una vera e propria trilogia “Trilogia sull'Amore e sulla Morte: Un Amore I”, a cui seguiranno i volumi  “Un Incesto: II” e “Una morte III”. Si concentra quindi su uno studio su Auguste Rodin di cui è ispiratrice, che verrà pubblicato su le Nouvelle Revue nel 1906 intitolato “La doppia personalità di Auguste Rodin”.
Nel 1908 esce la sua seconda raccolta di poesie “Le Poèmes d'Orgueil” di cui Apollinaire scriverà: “ha innalzato mirabili canti lirici, talvolta aspri come profezie”.
Si dedica anche a rappresentazioni teatrali con Le Dechu che viene rappresentata al Teatro delle Arti ma non darà seguito alla trilogia che aveva promesso di scrivere (La Race II; L'Instinct III) ma arriverà ad ipotizzare un Teatro della Donna in cui denuncia la scarsa rappresentatività della natura femminile relegata solo alla passionalità e all'avvenenza mentre il Teatro dovrebbe, come ogni altra arte, rappresentare una società nella sua attualità.
Nel 1910 esce il suo secondo romanzo: “Una donna e il desiderio”. Per i soldati francesi che partono per il Marocco, scrive “La Guerra: poema eroico". 

## La pittura e la scultura
Per qualche anno intraprende anche l'attività di pittrice e scultrice, esponendo le sue opere al Salone degli Indipendenti. Fu allieva infatti di Alphonse Mucha  che le farà numerosi ritratti e studierà ceramica con Auguste Rodinche la definiva “La dea di carne della sua ispirazione marmorea” e con cui intraprenderà un fitto epistolario.

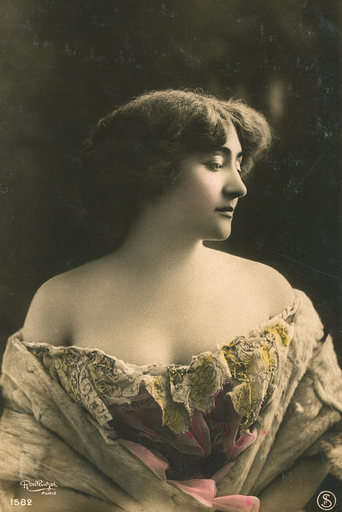

## I Manifesti futuristi
La Saint-Point fu la sola donna a scrivere manifesti in questo periodo storico.

### Il Manifesto della Donna Futurista
Nel 1912, in risposta al Manifesto Futurista di Tommaso Marinetti che all'articolo 9 proclama il disprezzo per le donne, Valentine de Saint Point risponde pubblicando un volantino che viene stampato allo stesso tempo a Parigi e a Milano il 25 marzo su cui scrive “Il manifesto della donna futurista” di cui ne darà una prima lettura a Bruxelles presso la Sala Giroux e poi anche nella Sala Gaveau a Parigi sempre nel giugno del 1912.
In questo manifesto, Valentine de Saint Point sostiene che l'umanità è fatta non da maschi o femmine ma da mascolinità e femminilità che sono dei tratti appartenenti ad ogni essere completo. “Le donne sono le Erinni, le Amazzoni; le Semiramidi, le Giovanne d'Arco, le Jeanne Hachette, le Giuditte e le Carlotte Corday; le Cleopatre e le Messaline; le guerriere che combattono con più ferocia dei maschi, le amanti che incitano, le distruttrici che, spezzando i più deboli, agevolano la selezione attraverso l'orgoglio e la disperazione, la disperazione che dà al cuore tutto il suo rendimento”. Le donne devono tornare libere e riappropriarsi dei loro istinti. Ed è la lussuria la spinta che ci vuole perché fonte di energia, è una forza che annienta i più deboli ma rinvigorisce i più forti.
Dopo questo manifesto lo stesso Marinetti la inviterà a far parte della direzione del movimento futurista in qualità di rappresentante di “azione femminile”.

### Il Manifesto della Lussuria
Sulla Lussuria si baserà il suo secondo Manifesto che uscirà alle stampe nel 1913 che è dedicato a quelle donne che la pensano come lei ma non hanno il coraggio di dirlo e a tutti quelli per cui questa parola è ancora sinonimo di peccato, vizio o vanità. Nel “Manifesto futurista della Lussuria” ribadisce che la Lussuria liberata da ogni valenza moralista è una forza creatrice, così come lo è anche lo spirito e, siccome siamo fatti di carne oltre che di spirito, non dobbiamo reprimerci lasciando libertà solo all'anima, ma anche al corpo.
Questo manifesto susciterà la reazione di molti per lo scandalo e le perplessità che un tema simile fosse affrontato da una donna, mentre ci saranno invece altri che ne prenderanno le difese proprio per il coraggio di aver affrontato questo tema, come Italo Tavolato nella sua  “Glossa sopra il Manifesto futurista della Lussuria”.

## La Danza
Il 14 febbraio 1913 sulle pagine de “Le Figaro” appare una lettera di Valentine con cui annuncia il suo debutto coreografico con uno spettacolo di Metacoria, termine da lei inventato per descrivere una danza che esprime un'idea. Il termine significa “al di là del coro” cioè oltre la concezione di ciò che è considerato danza. Valentine infatti vuole produrre un'evoluzione, portando la danza oltre a ciò che era stata fino a quel momento, unendo tutte le arti, dalla musica alla poesia, dalla danza alla geometria. E, proprio per rispettare una purezza di forma, si presenta sul palco con il volto velato per mostrare esclusivamente le linee del movimento.
La rappresentazione andrà in scena alla Comédie des Champs- Elysées presso il Teatro Léon- Poirier e in altri teatri francesi ed esteri.
Arriva a questa creazione di ballo anche grazie agli spettacoli che teneva per e con altri artisti che frequentavano il suo salotto nelle cosiddette “Soirées Apolloniennes”, in cui si esibiva nelle sue coreografie delle danze idealiste, ma questa sua nuova esperienza susciterà però non poche perplessità e critiche anche nello stesso Marinetti che, proprio dopo la sua esibizione a New York, scrive il “Manifesto della Danza Futurista”, in cui critica la sua danza giudicandola poco dinamica e fredda.

## La I guerra mondiale
Allo scoppio della prima guerra mondiale si arruola come infermiera nella Croce Rossa ma. accortasi delle speculazioni che alcuni signori ne ricavavano, lascia l'incarico e si rifugia in Spagna con altri artisti. Di lì va poi negli Stati Uniti dove riprende il suo progetto di Metacoria, cercando di lanciare i suoi spettacoli di danza e lo fa rappresentandoli al Metropolitan Opera House di New York nel 1917, in occasione del Festival della Metacoria.

## Egitto
Alla fine della Guerra, nel viaggio di ritorno in Francia si ferma in Egitto, dove si converte all'Islam e prende il nome di “Luce spirituale della religione”.
Tornata in Francia apprende che Canudo si è invaghito di un'altra donna da cui aspetta una figlia e che sposerà. Decide quindi, nel 1924,  di stabilirsi al Cairo definitivamente, ma prima dà alle stampe il suo ultimo romanzo, Il segreto delle inquietudini. Qui diventa un punto di riferimento dei nazionalisti, che appoggia andando contro gli interessi sia dei francesi che degli inglesi ma con grande gratitudine degli egiziani, che le dedicano un numero speciale del giornale "La Tribune Libre d'Egypte".
Porta a termine nel 1929 la tragedia iniziata nel 1913, L'anima imperiale o l'Agonia di Messalina.
Nel 1930 però, sentitasi abbandonata dai gruppi egiziani, lascia l'attività politica e si avvicina a correnti mistiche ed esoteriche grazie all'amicizia con Renè Guénon.
Passerà gli ultimi suoi anni di vita in Egitto, dedicandosi all'agopuntura e alla radioestesia.
Nel 1953 muore al Cairo nell'assoluta indigenza. Dopo i funerali religiosi verrà seppellita nel cimitero dell'Imam- El- Leissi.

## Opere

### Poesie romanzi pièces teatrali
- “Poèmes de la Mer e du Soleil”, 1905
- “Trilogia sull'Amore e sulla Morte: Un Amore I”, 1906
- “Un Incesto: II”, 1907
- “Poèmes d'orgueil”, 1908
- “Le Dechu”, 1909
- “Una donna e il desiderio”, 1910
- “Una morte III”, 1911
- “Manifesto della donna futurista”, 1912
- “La Guerra: poema eroico”, 1912
- “Manifesto della Lussuria”, 1913
- “Il segreto delle inquietudini”, 1924
- “L'anima Imperiale o l'Agonia di Messalina”, 1929
- Théo-Futurisme, (?), Le Caire

### Articoli di giornale
Sono numerosi gli articoli che pubblicherà nelle maggiori riviste come Le Figarò, La Nouvelle Revue e Montjoie!, tra cui:
- “La doppia personalità di Auguste Rodin” su Le Figarò, 1906
- “La donna nella Letteratura” su La Nouvelle Revue, 191, 1913
- “Il teatro della donna” su Les Tendances Nouvelles, 1913
- “Amore e Lussuria” su Montjoie!, 1913
- “Il mio esordio coreografico”, su Le Figaro, 1913
- “La Metacoria” su Montjoie!, 1914